# Pigeon Town
Pigeon Town, jedno od nekadašnjh sela Mequachake Indijanaca, ogranak Shawneeja, smješteno na rijeci Mad, tri milje na sjeverozapad od West Libertyja u okrugu Logan, Ohio. Ovo i ostala sela u dolini Iako uništio je 1786. general Benjamin Logan koji je predvodio federalnu vojsku i planinsku kentakijsku miliciju.

## Vanjske poveznice
- Shawnee Indian Tribe